# Lepak
Lepak ili adheziv je materija koja služi za spajanje prijanjanjem delova iz istih ili različitih materijala (lepljenje), to jest za njihovo spajanje stvaranjem veznog filma među slepljenim površinama. Lepljenje se zasniva na fizičkom principu adhezije (sile privlačenja na sučelju dva materijala) i kohezije (međumolekularne sile u samom lepku). Razni pridevi se mogu koristiti uz reč „lepak” radi opisivanja svojstava na temelju fizičke ili hemijske forme materije, vrste spojenih materijala ili uslova pod kojima se primenjuje.
Osnova je lepljenja kvašenje površina lepkom te naknadno očvršćivanje slepljenog spoja. Kvašenje površine zavisi od napetosti površine i ravnotežnog kontaktnog ugla koji se uspostavlja između čvrste površine materijala, tekućeg lepka i vazduha. Teorija lepljenja vrlo je složena, jer pritom učestvuje niz činioca koji se odnose na svojstva površina koje se lepe (hemijska aktivnost, hidrofilnost ili hidrofobnost, čistoća, hrapavost površine, homogenost), na svojstva lepka (površinska napetost, viskoznost, polarnost, kiselost ili baznost, brzina sušenja) te fizička i mehanička svojstva stvorenog veznog filma. Lepila se u obliku viskozne tečnosti nanose u tankom sloju na jednu ili na obe površine koje se slepljuju, katkad uz povišeni pritisak. Sušenjem lepka stvara se nakon nekog vremena adhezijska veza i postiže maksimalna čvrstoća slepljenog spoja, zbog isparavanja medija u kojem se lepak primenjuje (voda ili organski rastvarač) ili pak hemijskom reakcijom materija sadržanih u lepku.
Očvršćivanje lepila traje određeno vreme, takozvano vreme očvršćivanja. Lepak spaja delove nakon završetka jednog od ovih procesa:
- kad iz lepka ispari rastvarač pa se lepak očvrsne (fizička promena);
- kada lepak pređe iz rastvorenog u čvrsto agregatno stanje (fizička promena);
- kada se u lepku dogode hemijski procesi pa se lepak očvrsne (hemijska i fizička promena).

Lepljenje se može izvesti na sobnim ili na povišenim temperaturama. Lepiti se međusobno mogu delovi od istorodnih i raznorodnih materijala.

## Prednosti i nedostaci lepka
Lepak služi za spajanje prijanjanjem delova iz istih ili različitih materijala (lepljenje). Lepljenje se zasniva na fizičkom principu adhezije (sile privlačenja na sučelju dva materijala) i kohezije (međumolekularne sile u samom lepku).
Prednosti lepka su:
- za spoj je potrebno malo prostora i nisu potrebne rupe ili visoke temperature;
- naprezanja se jednoliko raspoređuju na velikim površinama. Delovi mogu biti tanji;
- spojevi su nepropusni, otporni na koroziju i ne menjaju svojstva materijala;
- elastičnost lepka može nadoknaditi toplotno istezanje, te ublažiti udarce i vibracije;
- jednostavna serijska proizvodnja.

Nedostaci lepka su:
- mala čvrstoća;
- neki korišteni materijali mogu biti otrovni;
- nisu postojani na višim temperaturama;
- javljaju se pojave starenja i puzanja;
- mogu biti osetljivi na vlagu;
- mogu biti potrebni uređaji za stezanje;
- vreme spoja može biti dugo, a potrebna priprema skupa.

## Istorija
Najstariji dokazi o korištenju lepka postoje od pre 200.000 godina, gde je kameni vrh koplja lepljen za drvenu dršku s katranom dobijenim od brezine kore, koji je pronađen u centralnoj Italiji. Korištenje mešavina lepka za lepljenje kamenih drški koplja za drvo potiče od pre 70.000 godina, što je pronađeno u pećini Sibudu u Južnoj Africi, a korištena su biljni lepkovi i crveni oker. Ledeni čovek, ili Oetzi, iz Tirola je koristio brezinu smolu kao lepak za svoje oružje pre oko 5300 godina.
Za vreme starog Babilona, pre oko 6000 godina, korišteni su lepkovi od životinjskih kostiju za lepljenje keramike, i korišten je asfalt za lepljenje kamenih kipova. Pre oko 5000 godina, Sumerani koriste lepak dobijen iz životinjske kože, što su kasnije preuzeli stari Egipćani, a koristili su ga za lepljenje namještaja, slonovače i papirusa. Osim toga, koristili su i vosak za izradu lepka. Mongoli su koristili lepak za izradu svojih kratkih lukova. Indijanci sa istoka SAD su koristili smesu smrekove smole i masti za izradu lepka, što su posebno upotrebljavali kod izrade vodonepropusnih kanua.
U Srednjem veku u Evropi, koristilo se belance iz jajeta za izradu ukrasnih pergamenata sa zlatnim listićima. Prva prava proizvodnja lepka je započela u 18. veku u Holandiji. Oko 1750. Britanci izrađuju riblji lepak. Nakon toga za izradu lepka se koristi mnoštvo drugih materijala, kao što su kosti, skrob, riblja koža i mehuri, kazein (belančevina iz mleka) se koristio kao lepak za drvo i drugi. Od polovine 19. veka u medicini se počinju koristiti flasteri (lepljenje zasnovano na prirodnom kaučuku). 1909. su izrađena prva sintetička polimerna lepila. Oko 1940. započinje upotreba prvih lepila za metale u vazduhoplovstvu.

## Vrste lepka
Prema svom poreklu razlikuju se lepkovi na osnovu prirodnih sirovina (biljni i životinjski lepak) te sintetski lepkovi. Najvažniji biljni lepkovi su skrobni, dekstrinski, lepak od kaučukovog lateksa i prirodnih smola, a životinjski lepkovi su tutkala (od prerađenih kostiju i kože) i kazeinski lepkovi (dobijeni zagrevanjem kazeina sa alkalijama).

### Sintetički lepak
Sintetički lepkovi, koja danas prevladavaju u primeni, temelje se na upotrebi različitih polimerskih materijala, koji su osnovno vezivo u lepku. Oni se razlikuju prema sastavu, načinu stvaranja kohezijskih i adhezijskih veza i području primene, a u poređenju sa prirodnim lepkovima odlikuju se jačom adhezijom prema većem broju različitih materijala, prikladnijom primenom i bržim delovanjem te boljim uklapanjem u izgled proizvoda. Glavne su vrste sintetskih lepkova, prema načinu spajanja, reakcijski, topljivi, kontaktni, disperzijski i lepkovi u rastvoru.

#### Čvrsti lepak ili reakcioni lepak
Reakcioni lepak lepi na temelju hemijske reakcije; jednokomponentni lepkovi stvaraju čvrsti film hemijskom promenom jedne komponente pod delovanjem toplote, ultraljubičastog zračenja ili čak vlage (na primer cijanoakrilatni lepkovi vrlo brzog delovanja), a dvokomponentni (na primer epoksidni, poliuretanski, fenolni i urejske smole) hemijskom reakcijom između dve komponente, čime nastaje veza dovoljno čvrsta i za spajanje i konstrukcijskih elemenata mnogih proizvoda.
Čvrsti lepkovi imaju visoku koheziju i vrlo visoku adheziju. Oni se nakon vezivanja pretvaraju u čvrstu materiju i stvaraju nerastavljiv spoj. Za gradnju mašina i uređaja uglavnom su važni samo čvrsti lepkovi. Čvrsti lepkovi su izrađeni od veštačkih smola na bazi fenola, ureje, melamina, epoksida, poliestara i drugog. Upotrebljavaju se u tečnom stanju, u obliku paste ili u čvrstom stanju (kao folije). Otvrdnjavaju u hladnom stanju, na sobnoj temperaturi (hladni lepkovi) ili na 80 do 200 º (topli lepkovi). Mnogi su lepkovi ujedno hladni i topli, pa se mogu koristiti po izboru hladno ili toplo. Zavisno od vrste lepka, vezivanje ili otvrdnjavanje se vrši obično pomoću pritiska na mestu spoja. Treba razlikovati jednokomponentna i dvokomponentne lepkove. Kod dvokomponentnog lepka mora se prvoj komponenti dodati otvrđivač (druga komponenta), koji dovodi do otvrdnjavanja i određuje vreme otvrdnjavanja. Jednokomponentni lepak otvrdnjava bez dodavanja otvrdivača. Za otvrdnjavanje toplih lepaka, za razliku od hladnih lepaka, potrebno je mnogo veće novčano ulaganje za sušionice, ploče sa grejačima i naprave. Ali bez obzira na troškove, topli lepkovi se dosta koriste jer postižu puno veću čvrstoću zalepljenog spoja. Jedan manji do čvrstih lepkova prestavlja u stvari rastvore makromolekularnih materija, dok većina ostalih čvrstih lepaka otvrdnjavaju jednim nepovratnim postupkom umrežavanja. To znači da se u toku reakcije stvaraju mnogočlani makromolekuli i određuju njihov prostorni međusobni razmeštaj.

#### Prijanjajući lepak
Prijanjajući lepak ima visoku adheziju i malu koheziju, a spojeni delovi se mogu bez oštećenja opet razdvojiti.

#### Kontaktni lepak
Kontaktni lepak ima srednje visoku koheziju i visoku adheziju, a spojeni delovi se uglavnom ne mogu opet razdvojiti bez oštećenja.

#### Topljivi lepkovi
Topljivi lepkovi nanose se u zagrejanom, rastopljenom stanju i vežu ohlađivanjem (na primer kopolimer etilena i vinil-acetata, polipropilen, poliamidi), a primenjuju se u industriji nameštaja, ambalaži, pakovanju te knjgovezivanju.

#### Disperzijski lepkovi
Disperzijski lepkovi sastoje se od vodenih disperzija, na primer akrilata ili poliuretana, i prikladni su za lepljenje mnogih materijala (papir, drvo, tekstil i drugo).

#### Lepkovi u rastvoru
Lepkovi u rastvoru sastoje se na primer od rastvora polihloroprena, poliuretana ili poli(vinil-acetata) u organskim rastvorima kao što su esteri, ketoni i ugljenovodonici (takozvani univerzalni lepkovi za različite materijale). Mehanizam lepljenja uključuje svojstveno adhezijsko vezivanje materijala koji se lepi i kohezijsko očvršćivanje uz isparavanje rastvarača.

### Podela prema biti promena u lepku
Prema biti promena u lepku razlikuju se povratni i nepovratni lepkovi.

#### Povratni lepkovi
Povratni lepkovi su oni koji se stvrdnu nakon isparivanja rastvarača iz lepljivog rastvora ili hlađenja rastopljenog lepka, to jest nakon fizičke promene (oni se vraćaju u stanje lepljivog rastvorae kad im se doda rastvarač ili, u drugom slučaju, kada se zagrevaju).

#### Nepovratni lepkovi
Nepovratni lepkovi su oni kod kojih pri stvrdnjavanju dolazi do hemijskih reakcija kojima nastaje nova materija koja se ni rastvaranjem, ni zagrevanjem ne vraća u stanje lepljivog rastvora.

### Podela prema udelu sila kohezije i adhezije
Prema udelu sila kohezije i adhezije lepkovi mogu biti prionjivi, kontaktni i čvrsti.

#### Prionjivi lepkovi
Prionjivi lepkovi imaju veliku adheziju i malu koheziju pa se spojeni delovi mogu rastaviti bez oštećenja, jer se sloj lepka može strgnuti u obliku folije.

#### Kontaktni lepkovi
Kontaktni lepkovi ili dodirni lepkovi imaju veliku adheziju i srednju koheziju, pa se pri pokušaju rastavljanja zajedno sa slojem lepka otrgne i deo površinskog sloja spojenih delova.

### Čvrsti lepak ili hemijski reaktivni lepak
Čvrsti lepak ima visoku koheziju i vrlo visoku adheziju, tako da se nakon vezivanja pretvaraju u čvrstu materiju i stvaraju nerastavljiv spoj. Za gradnju mašina i uređaja uglavnom su važni samo čvrsti lepkovi.
Čvrsti lepkovi su izrađeni od veštačkih smola na bazi fenola, ureje, melamina, epoksida, poliestera i drugog. Upotrebljavaju se u tečnom stanju, u obliku paste ili u čvrstom stanju (kao folije). Otvrdnjavaju u hladnom stanju na sobnoj temperaturi (hladni lepkovi), ili na 80 do 200 º (topli lepkovi). Mnogi lepkovi su ujedno hladni i topli, pa se mogu koristiti po izboru hladno ili toplo. Zavisno od vrste lepka, vezivanje ili otvrdnjavanje se vrši obično pomoću pritiska na mestu spoja.
Treba razlikovati jednokomponentne i dvokomponentne lepkove. Kod dvokomponentnog lepka mora se prvoj komponenti dodati otvrđivač (druga komponenta), koji dovodi do otvrdnjavanja i određuje vreme otvrdnjavanja. Jednokomponentni lepak otvrdnjava bez dodavanja otvrđivača.

## Postupak lepljenja
Od izvanrednog značenja za izdržljivost lepljenog spoja je stanje površine koja se lepi. Adhezione sile samo su onda delotvorne ako je površina prijanjanja čista, išmirglana i odmašćena. Hrapavljenje povećava površinu prijanjanja stvaranjem udubljenja i uzvišenja. Površine metala ohrapavljuju se finim četkama, brušenjem finim brusnim papirom ili peskarenjem, a čiste se i odmašćuju trihloretilenom, perhloretilenom ili ugljeničnim tetrahloridom (izložene delovanju pare ili uronjene u paru), te acetonom i bazama ili lužinama (uronjeno). Površine obrađivane silikonskim pastama ili sredstvima ne mogu se više lepiti.
Sloj lepka treba da bude što tanji, teoretski trebalo bi da bude jednak debljini molekula, jer su adhezione sile u većini slučajeva veće od kohezionih sila. Čvrstoća spoja opada stoga s porastom debljine sloja lepka. Kod čvrstih lepkova sa omrežavanjem menja se struktura lepka za vreme otvrdnjavanja, a nastaje i skupljanje pri tome, koje se kreće od 0,5 do 10% zapremine lepka. U debljim slojevima lepka javljaju se unutarnje napetosti, koje još i dalje snižavaju čvrstoću. Čvrsta lepljenja s omrežavanjem otporna generalno su prema vodi, rastvorima, bazama, benzinu, benzolu, alkoholu i etru.

### Čvrstoća lepljenog spoja
Budući da su vlačna i smična čvrstoća lepljenog spoja puno manje od onih kod metala, potrebna je prilično velika površina lepljenja. Najpovoljnijom dužinom lepljenja pokazala se dužina od l = 20 do 25 s (s – debljina lima). Spojevi sastavljeni od aluminijumskih delova daju najveću čvrstoću. Slede po redu spojevi od čeličnih, bakrenih i mesinganih delova. Najviša čvrstoća postizava se slojem lepka debljine 0,1 do 0,3 , a pri debljini sloja lepka od 1 mm pada čvrstoća na oko 60%. Čvrstoća se smanjuje tokom vremena i zbog starenja lepka, a zaustavlja se negde na 70 do 80% početne čvrstoće. Lepljene spojeve treba oblikovati po mogućnosti tako da su izloženi smičnom naprezanju.
Lepljeni spojevi naročito su osetljivi na ljuštenje, pa se takva naprezanja moraju izbegavati. Na višim radnim temperaturama opada čvrstoća lepljenih spojeva.

## Primena lepka
Primena lepka u poslednjih 30 godina povećala se za više od 2,5 puta i vrlo je raširena, od domaćinstva do mnogobrojnih industrijskih grana (automobilska, vazduhoplovna, građevinska, elektronska, papirna, tekstilna, obućarska industrija).
Lepljenjem se mogu međusobno spajati nemetalni delovi (od papira, kože, tkanine, drva, stakla, kamena, keramike, porculana, gume, polimernog materijala) i metalni delovi (najčešće od aluminijuma i njegovih legura, bakra i njegovih legura i čelika). Mogućnost spajanja delova od potpuno različitih materijala najvažnija je prednost lepljenja. Najbolji su rezultati pri lepljenju metalnih delova postignuti kod tankih delova, a posebno onih od aluminijumskih legura. Lepljenje je čest postupak u optici za izradbu složenih leća kada se traži da otvrdnuti lepak bude proziran, bezbojan i sa indeksom prelamanja svetlosti približno jednakim onom koji ima staklo za sočiva.

## Literatura
- Todd, Robert H.; Allen, Dell K.; Alting, Leo (1994). Manufacturing Processes Reference Guide. Industrial Press Inc. ISBN 978-0-8311-3049-7.
- Ebnesajjad, Sina "History of Adhesives". Handbook of Adhesives and Surface Preparation:Technology, Applications and Manufacturing. Amsterdam: Elsevier. 2010.  9781437744613..
- Kinloch, Anthony J. Adhesion and Adhesives: Science and Technology. London: Chapman and Hall. 1987.  978-0-412-27440-4.
- Lau, John H.; Wong, C. P.; Lee, Ning-Cheng; Lee, S. W. Ricky (2002). Electronics Manufacturing: With Lead-free, Halogen-free, and Conductive-adhesive Materials. McGraw-Hill Professional. ISBN 978-0-07-138624-1.
- Mittal, K.L., A. Pizzi Handbook of Adhesive Technology. New York: Marcel Dekker. 2003.  978-0-8247-0986-0.